# Marcell Jansen
Marcell Jansen (Mönchengladbach, 4. studenog 1985.) je njemački umirovljeni nogometaš koji je igrao za Borussiju Mönchengladbach, FC Bayern München i HSV. 

## Trofeji
Klub
- Bayern München
  - Bundesliga: 2007./08.
  - DFB-Pokal: 2008.
  - DFB-Ligapokal: 2007.

Reprezentacija
- FIFA Konfederacijski kup - treće mjesto: 2005.
- Svjetsko prvenstvo u nogometu - treće mjesto: 2006.
- Europsko prvenstvo u nogometu - drugo mjesto: 2008.

## Vanjske poveznice
- Službena stranica(njem.)